# Njinka
 (avril 2025).
Njinka est un quartier de la ville de Foumban situé dans le département du Noun de la Région de l'Ouest Cameroun'. 

## Géographie
Njinka est délimité par le quartier administratif et le quartier Manka'.

## Institutions
Njinka renferme plusieurs institutions, des écoles, lycées, collèges. On peut citer entre autres :
- le lycée Classique de Foumban,
- l'école publique de Njinka
- l'école Franco Islamique de Njinka
- le Palais des sultans bamouns